# Gyalogsülfélék
A gyalogsülfélék (Hystricidae) az emlősök (Mammalia) osztályába és a rágcsálók (Rodentia) rendjébe tartozó család.
Hosszú és vastag tüskéik, hasított felső ajkuk, csökevényes kéz-, és teljesen fejlett lábhüvelykujjuk, hatalmas vájó karmaik és csupasz, sima, egyenes állású tenyerük és talpuk van.

## Rendszerezés
A családba 2 alcsalád, 3 nem és 11 faj tartozik:
- bojtosfarkú sülök (Atherurinae) alcsaládjába 2 nem tartozik
- valódi sülök (Hystricinae) alcsaládjába 1 nem tartozik

## Források

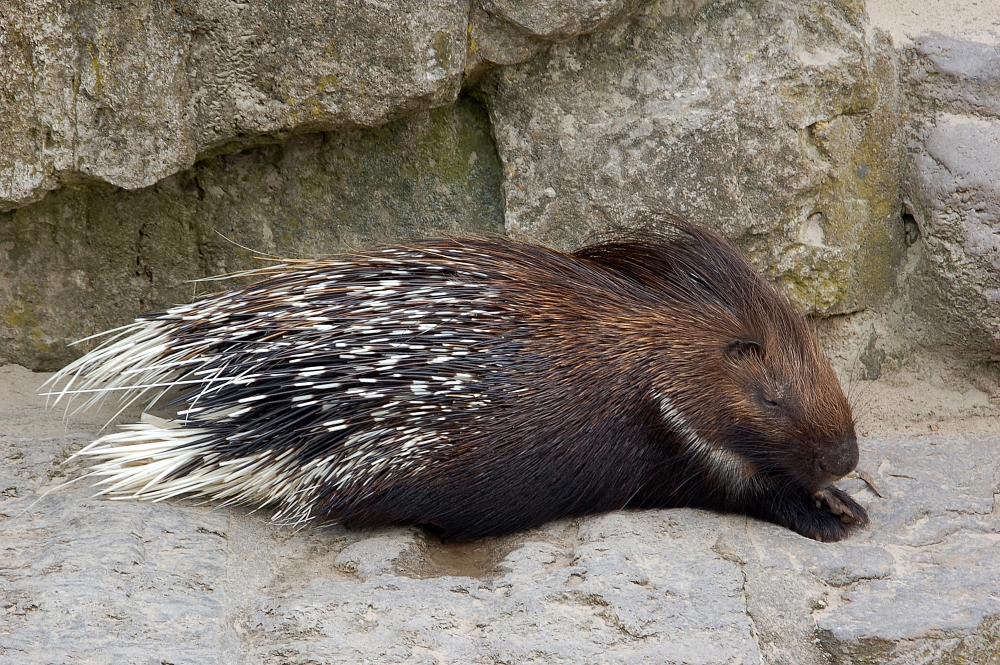
Indiai sül (Hystrix indica)